# Hrobčice
Hrobčice (deutsch Hrobschitz) ist eine Gemeinde in Tschechien. Sie liegt drei Kilometer südlich von Bílina und gehört zum Okres Teplice.

## Geographie

### Geographische Lage
Hrobčice befindet sich im Westen des Böhmischen Mittelgebirges linksseitig der Syčivka (Zischkenbach). Nordwestlich erhebt sich der Bořeň (Borschen; 539 m), östlich der Zaječí kopec (Hasenberg, 452 m) und im Süden die Horka (Wachberg, 405 m).

### Gemeindegliederung
Die Gemeinde Hrobčice besteht aus den Ortsteilen Červený Újezd (Rothaujezd), Chouč (Kautz), Hrobčice (Hrobschitz), Kučlín (Kutschlin), Mirošovice (Mireschowitz), Mrzlice (Merschlitz), Mukov (Mukow), Razice (Rasitz) und Tvrdín (Twrdina). Grundsiedlungseinheiten sind Červený Újezd, Chouč, Dřinek (Trinka), Hetov (Hettau), Hrobčice, Kučlín, Mirošovice, Mrzlice, Mukov, Radovesice (Radowesitz), Razice und Tvrdín. Das Gemeindegebiet gliedert sich in die Katastralbezirke Červený Újezd u Mukova, Chouč, Dřinek, Hetov, Hrobčice, Kučlín, Mirošovice, Mrzlice, Mukov, Radovesice u Bíliny, Razice und Tvrdín.

### Nachbargemeinden
Nachbarorte sind Bílina-Pražské Předměstí im Norden, Kučlín im Nordosten, Razice im Osten, Mrzlice und Tvrdín im Südosten, Mirošovice im Süden, Lužice und Svinčice im Südwesten, Chouč und Liběšice im Westen sowie Kaňkov und Lázně Kyselka im Nordwesten.

## Geschichte
Hrobčice wurde zusammen mit Razice im Jahre 1240 erstmals urkundlich erwähnt. Besitzer der Feste Hrobčice war zu dieser Zeit Ojíř Hrobčicky von Hrobčice. Der Ortsteil Chouč ist bereits seit 1057 nachweisbar. Auch die Ersterwähnung von Mirošovice aus dem Jahre 1207 datiert vor der von Hrobčice. Hrobčice war ein Mannslehen der königlichen Burg Brüx. 1363 waren die Herren von Pernstein Besitzer der Güter in Hrobčice. 1557 erwarb Georg Kaplirz de Sulewicz die Feste. Nach dessen frühen Tode fiel der Besitz an das Geschlecht der Raussendorf von Spremberg. Hynko von Rausendorf, der von 1572 bis 1589 nachweislich ist, nannte sich Hynko Rausendorf von Hrobčice. Unter Hynko Rausendorf und dessen Sohn begann der Bau einer neuen Feste. Nachdem 1596 Jan Mirošovský von Mirošovice die Güter erworben hatte, schloss er sie an Mirošovice an. 1599 kaufte Zdeslav Kaplirz de Sulewicz Hrobčice und machte die Renaissancefeste zu seinem Sitz. 1688 erwarben die Popel von Lobkowicz Hrobčice und schlugen es ihrer Herrschaft Bílina zu.
Nach der Aufhebung der Patrimonialherrschaften bildete Hrobschitz/Robčice mit den Ortsteilen Chouč, Mrzlice, Mirošovice, Razice und Tvrdín ab 1850 eine Gemeinde im Bezirk Teplitz. Zum Ende des 19. Jahrhunderts erfolgte eine Zuordnung zum Bezirk Duchcov. Der tschechische Name Robčice wurde 1921 in Hrobčice geändert. 1930 lebten in der Gemeinde 1.422 Einwohner. Nach dem Münchner Abkommen wurde das Dorf dem Deutschen Reich zugeschlagen und gehörte von 1939 bis 1945 zum Landkreis Bilin. 1939 lebten in der Gemeinde Hrobschitz 1.339 Menschen. Nach dem Ende des Zweiten Weltkrieges kam der Ort zur Tschechoslowakei zurück. Im Zuge der Gebietsreform von 1960 wurde der Okres Bílina aufgelöst und die Gemeinde gehört seit 1961 zum Okres Teplice. Am 15. Februar 1971 erfolgte die Auflösung der Gemeinde Radovesice, deren Fluren nach der Devastierung der Dörfer Dřinek, Hetov und Radovesice zur Anlegung der Abraumkippe Radovesický vysýpka an Hrobčice angeschlossen wurden.

## Kultur und Sehenswürdigkeiten
- Felsberg Bořeň
- Kirche St. Gallus am Berg Horka, errichtet in der 2. Hälfte des 13. Jahrhunderts, 1726 umgebaut
- Feste Hrobčice, errichtet ab 1589 unter den Geschlechtern Rausendorf und Kaplirz
- Kirche Jakobus des Älteren in Mrzlice
- Feste Mirošovice, errichtet zum Ende des 15. Jahrhunderts als Sitz des Rittergeschlechts Mirošovský
- Kirche in Mirošovice
- Kirche in Mukov
- Kapelle des aufgelassenen Dorfes Hetov

## Persönlichkeiten
- Hans Wenzel Baudis (1879–1947), sudetendeutscher Pädagoge und Schriftsteller, geboren in Červený Újezd